# 威廉·盧卡斯·迪森
威廉·盧卡斯·迪森（英語：William Lucas Distant；1845年11月12日—1922年2月4日），英國昆蟲學家。

## 生平
威廉·盧卡斯·迪森出生於倫敦羅瑟希德，捕鯨船船長亞歷山大·迪森（Alexander Distant）的兒子。1867年，隨同父親捕鯨之旅至馬來半島引起他對自然史的興趣（他自認1867年8月5日是他一生中最忙碌的一天），後來結稿成書《Rhopalocera Malayana》 （1882－1886），書中記載關於馬來半島蝴蝶生態。早年他多數時間都待在倫敦制革廠工作，因此，受雇於人的他得以對川斯瓦共和國（Transvaal）進行2次較長時間採訪，並結稿成書《A Naturalist in the Transvaal》 （1892）。第2次採訪時（有4年些許），給予他足夠時間採集大量昆蟲標本，多數結稿成書如《Insecta Transvaaliensia》（1900–1911）。1890年，他娶了伊迪絲·布蘭奇德·迪·茹沛。1897年，他繼詹姆斯·埃德蒙·哈丁擔任期刊《動物學家》主編。1899年至1920年 ，他受聘於自然歷史博物館工作，將採集所發現許多新物種登載，並大部分時間致力於半翅目（學名：Hemiptera，真實昆蟲）。

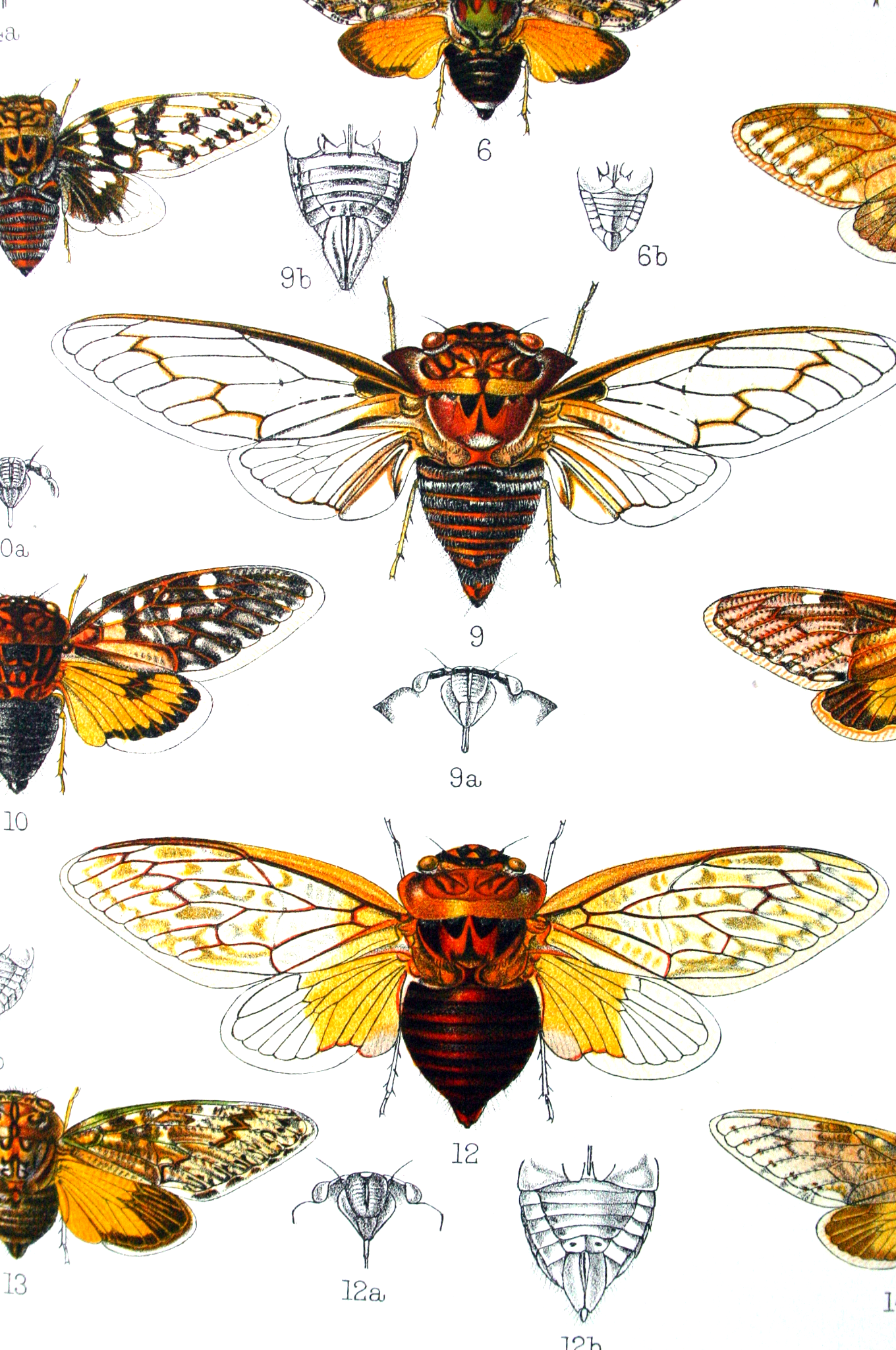
取自《Insecta Transvaaliensia》Plate XVII

其他作品，可查《Biologia Centrali-Americanum》（1880–1900）卷一「異翅亞目」和卷一「同翅亞目」 部分章節，以及《The Fauna of British India, Including Ceylon and Burma》（1902–1918）關於半翅目的章節。
1920年，自然歷史博物館買下他所收集約50000多個標本，1922年在倫敦旺斯特德死於癌症。

## 出版物
摘要列舉部分作品：
- Rhynchota :The Fauna of British India, Including Ceylon and Burma
- Insecta transvaaliensia : A contribution to the entomology of South Africa
- A naturalist in the Transvaal
- A monograph of oriental Cicadidae
- Rhopalocera Malayana: A description of the butterflies of the Malay Peninsula online
- Hemiptera
- Biologia centrali-americana. Insecta. Rhynchota. Hemiptera-Heteroptera
- Biologia centrali-americana
- Rhynchotal notes: Membracidae
- Rhynchota from New Caledonia and the surrounding islands
- A synonymic catalogue of Homoptera
- Homoptera. Fam. Cicadidae
- Scientific results of the second Yarkand mission : based on the collections and notes of the late Ferdinand Stoliczka : Rhynchota

## 外部連結
- （英文）NDSU biographical information（页面存档备份，存于）
- （英文）Biologia Centrali-Americana - Insecta, Hemiptera, Heteroptera-Homoptera （页面存档备份，存于）
- （英文）A monograph of oriental cicadidae（1892年著作），

## 延伸閱讀
维基共享资源上的相關多媒體資源：Rhopalocera Malayana